# Pinokkio (Efteling)
Pinokkio is een kijktafereel in het Nederlandse attractiepark de Efteling en is een uitbeelding van het sprookje Pinokkio. Het is het vijfde sprookje op de route door het Sprookjesbos en ligt tussen Roodkapje en De rode schoentjes.

## Uitbeelding
Het kijktafereel bestaat uit drie delen: de werkplaats van Geppetto, een nis met dieren en een vijver met een monstervis.

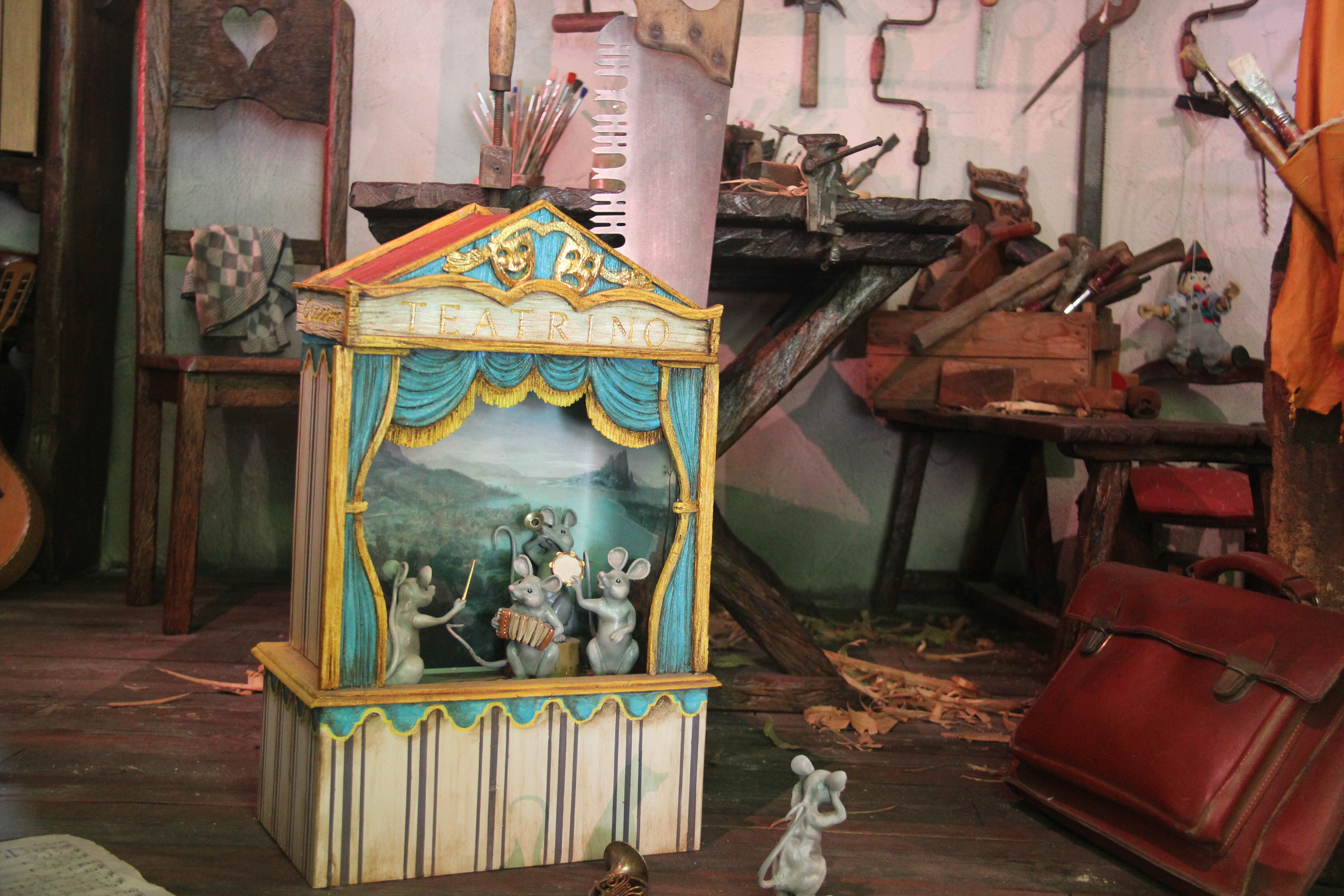
Interieur van de werkplaats van Geppetto

De werkplaats van Geppetto is een rechthoekig gebouw met een dakkapel. Aan de voorzijde is een overkapping ondersteund door vier houten kolommen. In iedere kolom zijn houtsneden van uilen te zien. Op de voorgevel hangt een bord met de tekst: La Bottega di Geppetto. Aan de zijkant van het gebouw hangt een houten trekpop aan een uithangbord. Via groen omlijste ramen kunnen bezoekers via de voorzijde naar binnen kijken. In het gebouw hangen aan het plafond meerdere houten marionetten. Op de houten wandplanken staat een tal van houten speelgoed. Aan de muur hangt een koekoeksklok. Verspreidt door het gebouw liggen en hangt gereedschap om met hout te werken zoals zagen. Opvallend zijn de hoeveelheid dieren in de werkplaats. De werkplaats telt dertig muizen die allemaal hun eigen activiteit uitvoeren. Zo fietst er een muis op een eenwieler over een koord, staan er muizen bovenop de marionetten en verstoppen muizen zich in het houten speelgoed. Op de vensterbank aan de buitenzijde staat een duiveltje-uit-een-doosje. Wanneer een bezoeker hieraan draait. Dan gaat een soortgelijk doosje die in de werkplaats staat open en verschijnt er een figuur. Een keer in de zoveel tijd verschijnt er op de trap een fee gekleed in blauwe kleding op zoek naar Pinokkio. Bij de werkplaats van Geppetto staat ook een sprookjesbos met kort het verhaal achter Pinokkio. In plaats van de vier gebruikelijk talen (Nederlands, Engels, Duits en Frans). Staat dit sprookje ook beschreven in het Italiaans. De Italiaanse tekst staat in het midden op een rood gekleurde boekenlegger beschreven.

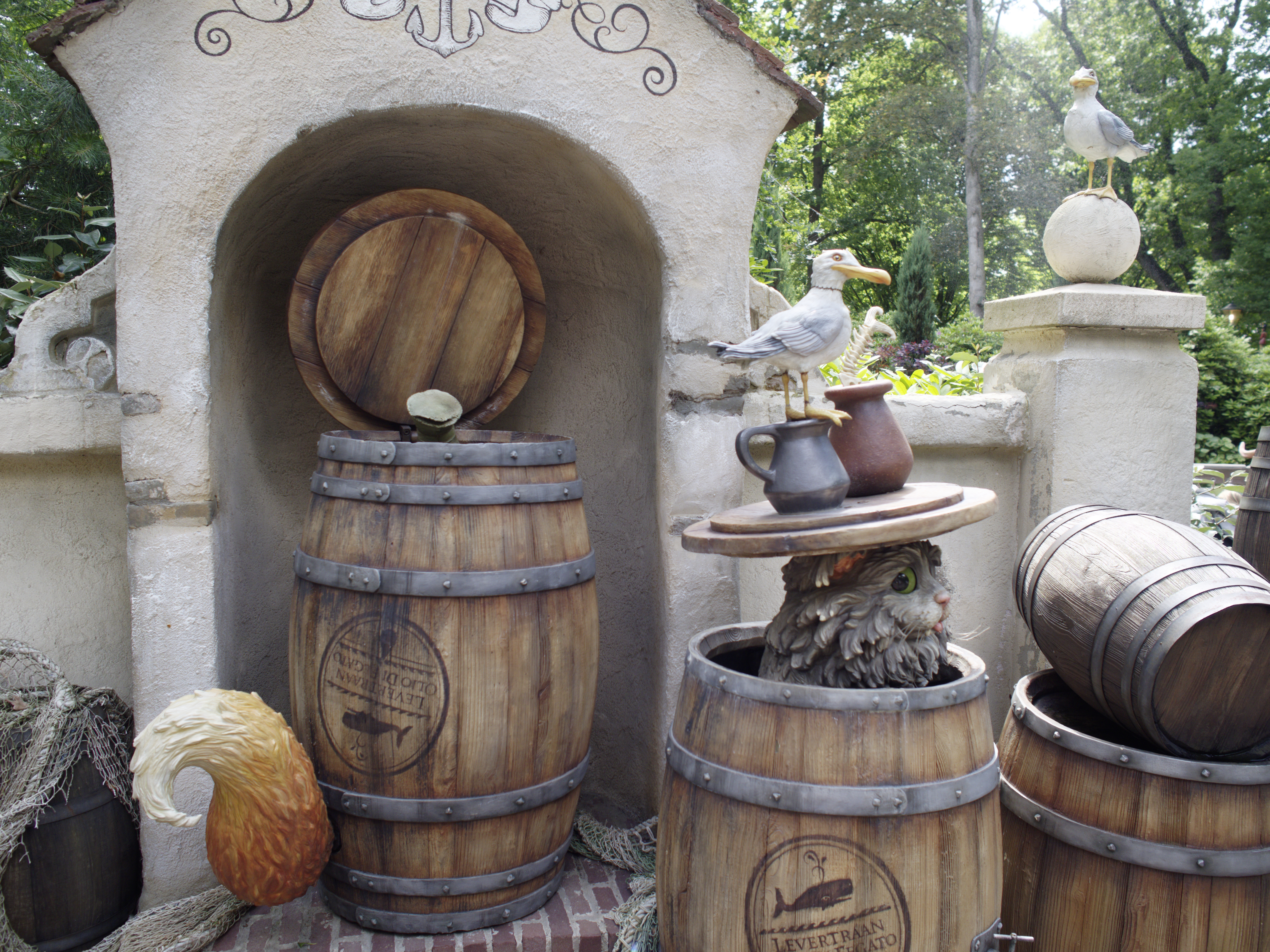
De tonnen met de vos en kat

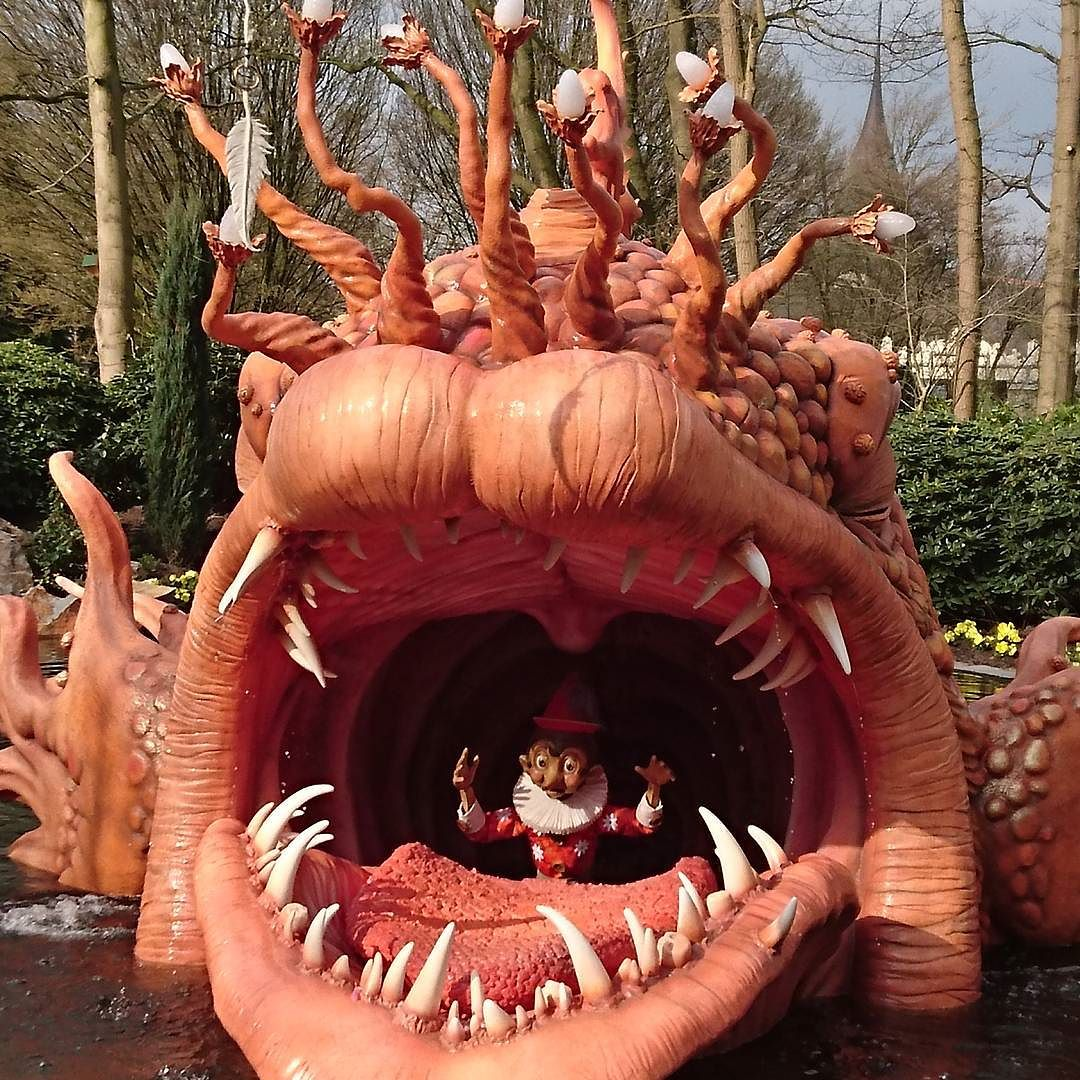
Pinokkio in de bek van de monstervis

Rechts naast de werkplaats staat een muur. Voor de muur staan en liggen een aantal houten tonnen. Op de tonnen staat het symbool van een walvis en de tekst levertraan. Op een van de tonnen staan twee kannen. In een kan zit een visgraat en op een andere kan zit een meeuw. Ook op de muur achter de tonnen zit een meeuw. In een van de tonnen zit een vos. Af en toe steekt de vos zijn hoofd omhoog vanuit de ton. De vos zijn oren en staart steken uit de ton. In een vat ervoor zit een kat die ook af en toe zijn kop omhoog steekt. Op de muur ligt de knapzak van Pinokkio.
Het laatste deel van het tafereel bestaat uit een vijver waaruit een oranje monstervis zijn kop steekt. An zijn lijf hangen allerlei slierten met lampen aan het uiteinde. Ook steekt een kronkelige staart achter hem uit het water. Af en toe knippert de vis met zijn ogen en spuit hij met water. Aan de kade hangt een vishengel met werpmolen. Wanneer aan de molen gedraaid wordt, wordt de vis in beweging gebracht. Hij opent zijn bek. Achterin zijn Geppetto, Pinokkio en een houten tafel te zien. Ze staan op een houten vlot met een paar vaten. De bek van de vis sluit weer en direct erna opent de bek weer. Pinokkio bevindt zich plots direct achter zijn tong en is daardoor beter te zien voor het publiek. Hierna sluit de vis zijn bek weer.

## Techniek[2]
Onder de monstervis bevindt zich een techniekruimte. Deze is aangesloten op een tunnel die onder de vijver doorgaat. Dit biedt gemak bij het verhelpen van technische problemen. Hierdoor is de techniek makkelijker te bereiken en hoeft de vijver ook niet leeggepompt te worden. De geureffecten rondom de vis komen vanuit roosters rondom de vijver die in het hekwerk verwerkt zitten.
Onder de werkplaats van Geppetto is een kelder aanwezig die via de achterzijde van het gebouw te bereiken is. Hier bevindt zich alle techniek die de tientallen beweegbare objecten aandrijft. Voor de verschijning van de fee wordt gebruik gemaakt van pepper's ghost.

## Geschiedenis[2]

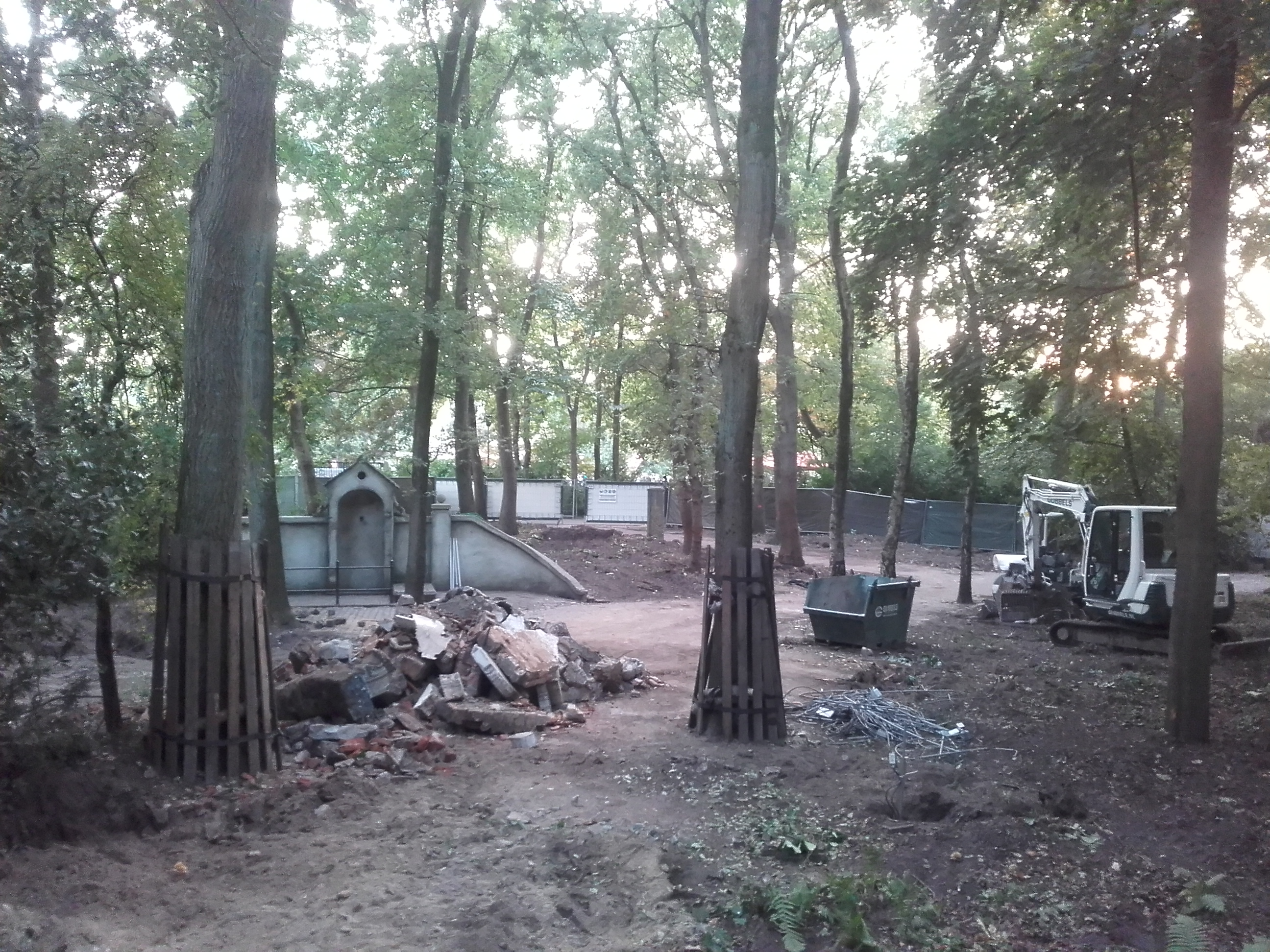
De bouwplaats van Pinokkio in 2015

Op 1 juni 2015 werd het tafereel aangekondigd door de Efteling op de locatie van het voormalige horecapunt In den Noordpool en Kapitein Gijs. Daarin werd aangegeven dat er voor het ontwerp contact is geweest met de Pinokkiostichting in het Italiaanse dorp Collodi. Begin oktober datzelfde jaar toonde de Efteling het eerste ontwerp van de werkplaats van Geppetto. Dezelfde maand startte de bouwwerkzaamheden. Voor de realisatie van diverse decoratie werden de bedrijven Jora Vision en BOM Engineering ingeschakeld. Later volgde meer ontwerptekeningen. De ontwerptekening van de Monstervis leidde tot negatieve kritiek van bezorgde ouders. Ze gaven aan bang te zijn dat hun jonge kinderen de Monstervis eng zouden vinden. Het daaropvolgende jaar, op 11 februari, bracht de Efteling de verwachte openingsdatum naar buiten. Op 24 maart 2016 werd het nieuwe sprookje voor bezoekers opengesteld. Een week later werden er geureffecten toegevoegd rondom de monstervis.
In 2017 bracht de Efteling in samenwerking met Luville twee miniatuurbeeldjes uit van de werkplaats van Geppetto en kat en vos in de vaten. In 2019 werd de vishengel vervangen en hufterproof gemaakt na een langdurig defect. Sindsdien kan de hengel de vis niet meer aanraken. Twee jaar later kreeg de monstervis een schilderbeurt, waarbij het het een donkerdere verflaag kreeg. Ook kreeg de monstervis een wasbeurt.